# Digimon Krotitelji
Digimon Krotitelji (јап. デジモンテイマーズ, енгл. Digimon: Digital Monsters) je japanska televizijska emisija puštena u prikaz tokom 2001. godine da bi rasplet dočekala ravno godinu dana kasnije. Serija sadrži 51. epizodu, jednu više od njenog prethodnika — Pustolovina sa Digimonima 2. Ovaj nastavak je prepoznatljiv po tome što ne sadrži ništa zajedničko sa ranijim prikazivanjima ove franšize sem osnovne ideje o postojanju digimona i njihovog sparivanja sa određenom, izabranom decom.
U Severnoj Americi anime je licenciran od strane produkcijske kompanije Saban Brends i poznat je prosto pod nazivom Digimoni: Digitalni monstrumi. Za razliku od prethodne dve sezone, Digimon Krotitelji nisu emitovani u Srbiji kao i mnogi njegovi naslednici sve do obrade Digimon Fuzije i njenog premijernog prikazivanja na Ultra TV.

## Radnja i zaplet
Radnja je smeštena u stvarni svet, gde su prethodne sezone serijala čisto filmovi, serije i digimon kartice za igru.
Takato Macuki (Takato Macuda u originalnoj japanskoj verziji) ima trinaest godina (deset po originalu) i pohađa istu školu kao i Henri Vong (još jedan protagonista sezone, Đenliang Li u Japanu), voli da mašta, crta, te igra digimon kartice sa svojim prijateljima svakodnevno pre škole na igralištu. Jednoga dana pronalazi misterioznu plavu karticu koju kada znatiželjno provuče kroz svoj čitač karata, pretvara ga u digimon napravicu žutih rubova, za koju će kasnije saznati da se zove D-Ark. Koriseći se svojim hobijem i talentom on razrađuje i crta digimona kojeg bi voleo da ima na jednom parčetu papira. Kada se to parče papira slučajno okrzne jedne noći te prođe kroz digi napravu, pojavljuje se njegov digimon iz mašte - Gilmon. Takato se zajedno sa još dvoje dece iz kraja, Henrijem i Rikom Nonakom (u Japanu imenovana kao Ruki Makino), suprostavlja mnogim zbunjenim digimonima koji posećuju okrug Šinđuku pravo iz Digitalnog sveta.

## Glavni i epizodni likovi

### Krotitelji
Takato Macuki/Takato Macuda
Učenik, ima deset godina (trinaest godina u američkoj verziji šoua). Njegovi roditelji drže pekaru. Kreativni sanjar koji takođe voli da igra digimon kartice sa svojim prijateljima. Njegov digimon partner je Gilmon, digimon koga je faktički sam stvorio.
Henri Vong/Đenliang Li
Ide u istu školu kao i Takato. Živi u velikoj porodici a otac mu vodi poreklo iz Hong Konga. Njegova mlađa sestra Suzi će takođe postati krotitelj kada se naprasno nađe u Digitalnom svetu tokom druge polovine crtaća. Strpljiv je, zreo za svoje godine i učestalo izbegava borbe digimona. Ipak, praktijuje tajđićuen. Njegov partner je Teriermon, bezbrižan i lojalan digimon.
Rika Nonaka/Ruki Makino
Šampionka je turnira igara sa digimon karticama, proklamovana ”kraljica digimona”. Isprva je predstavljena kao hladna i ambiciozna ličnost koja uživa u borbi između pravih digimona ne bi li sakupila što više njihovih podataka te postala snažnija. Naposletku, Takato je uverava da postoje mnoge druge vrednosti u samim digimonima nego što su borba i potreba za moći. Njen partner je Renamon, digimon izgledom sličan lisici.
Džeri Kato/Juri Kato
Takatova drugarica koja pohađa isti razred kao i on. Njen digimon parter je Leomon koga će nešto kasnije uništiti Impmonov razvijeniji oblik.
Kazu Šiota/Hirokazu Šiota
Takatov drug iz odeljenja. Zajedno sa njim odlazi u Digitalni svet tokom drugog dela šoua uprkos tome što nema svog digimona. Tokom jedne od avantura sprijateljiće se sa Gardromonom koji će postati njegov digimon.
Kenta Kitagava
Još jedan Takatov drug koji će na kraju pridobiti simatije MerinEndžemona te postati njegov partner.
Rio Akijama
Rio je jedini karakter koji se pojavljuje u ovoj a da je viđen u nekoj od prethodnih sezona. Njegov digimon je Sajberdramon koga jedva uspeva da iskontroliše.
Suzi Vong/Šaočung Li
Đenrijangova mlađa sestra koja ima sedam godina i voli da se igra sa Terijermonom misleći da je plišana igračka.

### Digimoni
Kalumon/Kulumon
Mali, vili sličan digimon sa moćima da podstiče evoluciju drugih digimona.
Impmon
Digimon đavolak spreman da priredi nevolje krotiteljima. Misli da digimoni i ljudi nikada neće moći da sarađuju zajedno. Takođe, voli da ”muči” Kalumona.

## Mediji

### Anime serija
Serija je sadržala 51. epizodu koja se prikazivala na Fudži televiziji i to u periodu od 1. aprila 2001. pa do 31. marta naredne godine. Uvodna špica nosila je naziv "The Biggest Dreamer", koju je kao i prethodne do tad otpevao Kodži Vada, dok su postojale dve odjavne špice i to "My Tommorow" tokom prvog dela i "Days (Aijō to Nichijō)" u završnici prikazivanja. Pesme koje su se provlačile kroz anime bile su "Slash" od Mičihiko Ohte tokom inserta provlačenja kartica korz digimon napravu, zatim "Evo" koji se puštao svaki put kada evolucija započne i "One Vision" kao pratilica za Bajomerdž evoluciju.

### Filmovi
Izašla su dva filma koja su neposredno vezana za ovu sezonu i to Digimoni: Borba pustolova (јап. デジモンテイマーズ 冒険者たちの戦い, енгл. Digimon: Battle of Adventurers) koji je premijerno prikazan 14. jula 2001, dok je nastavak Digimoni: Odbegli Lokomon (јап. デジモンテイマーズ 暴走デジモン特急, енгл. Digimon: Runaway Locomon) prikazan 2. marta 2002. godine.

## Spoljašnje veze
- Zvaničan sajt animacijskog studija Toei (japanski)
- Digimon Krotitelji